# IC 1107
IC 1107 је галаксија у сазвјежђу Змија која се налази на листи објеката дубоког неба у Индекс каталогу.
Деклинација објекта је + 4° 42' 53" а ректасцензија 15h 14m 9,0s. Привидна величина (магнитуда) објекта IC 1107 износи 14,3 а фотографска магнитуда 15,3. IC 1107 је још познат и под ознакама CGCG 49-68, NPM1G +04.0461, PGC 54391.